# جنگ روسیه و ژاپن
جنگ روسیه و ژاپن (۱۹۰۴–۱۹۰۵) جنگی بین امپراتوری ژاپن و امپراتوری روسیه بود که در منچوری و امپراتوری کره درگرفت. صحنه اصلی نبرد جنوب منچوری و آب‌های کرانه ژاپن، کره و دریای زرد بود. برخی اندیشمندان بر این عقیده هستند که نیکلای دوم جنگ علیه ژاپن را به هدف برانگیختن حس وطن‌پرستی روس به راه انداخت با اینکه هیچ سند تاریخی برای اثبات این ادعا وجود ندارد. جنگ سر مالکیت شهر پورت آرتور و شبه‌جزیره لیائودونگ و خط آهن از پورت آرتور به هاربین درگرفت.

## زمینه
نخستین جنگ چین و ژاپن در سال ۱۸۹۵ به نفع ژاپن پایان یافت. طبق پیمانی به نام پیمان شیمونوسکی که در آوریل سال ۱۸۹۵ و یکسال پس از آغاز جنگ به امضاء رسید، به کشور کره استقلال داده شد و تایوان و شبه جزیره لیائودونگ تحت تصرف ژاپن درآمد. اقدام ژاپن در تصرف خاک چین موجب اعتراض مشترک کشورهای روسیه، فرانسه و آلمان گردید و ژاپن به اجبار شبه جزیره لیائودونگ در جنوب منچوری را به چین باز پس داد. ژاپن پس از این جنگ بیش از پیش به تقویت قدرت نظامی خود پرداخت.
با شکست چین از ژاپن کره به ظاهر کشوری مستقل شد اما در واقع تحت نفوذ سیاسی و اقتصادی ژاپن درآمد. روسیه در این زمان سعی می‌کرد مناطق شمال شرقی چین را تحت سلطهٔ خود دربیاورد و مخصوصاً به منچوری که در این ناحیه قرار داشت توجه داشت. منچوری از نظر استراتژیکی ناحیهٔ پراهمیتی بود زیرا که مستقیم‌ترین راهی که منطقهٔ دریاچه بایکال را به بندر ولادی‌وستوک وصل می‌کرد از منچوری می‌گذشت. به همین سبب روسیه به هر طریق که ممکن بود سعی می‌کرد توافق چین را برای احداث یک خط راه‌آهن در این منطقه جلب کند.
در سال ۱۸۹۸ روسیه توانست بندر پورت آرتور و دماغهٔ لیائودونگ را از چین اجاره کند و به دنبال آن خط آهنی از هاربین به پورت آرتور از طریق موکدن و بندر دالیان یا دالنی کشید و با احداث این خط آهن، توانست بر این منطقه تسلط پیدا کند. این اقدام و همچنین اطلاع از علاقهٔ روسیه به تسخیر کره، ژاپن را ناگزیر به عقد قراردادی با کشور انگلستان رقیب روسیه در سال ۱۹۰۲ کرد. این قرارداد دو بار تجدید نظر پیدا کرد و مدت اعتبار آن ۲۰ سال تعیین شد. انگلستان در این پیمان، منافع ژاپن در کره را به رسمیت شناخت همچنین مقرّر شد که در صورت جنگ بین روسیه و ژاپن، انگلستان بی‌طرف باقی بماند و در صورت یاری رساندن کشور دیگری به روسیه در هنگام جنگ، از جمله فرانسه، انگستان نیز به ژاپن در جنگ یاری برساند. در عوض ژاپن نیز حاضر به پذیرش تسلط انگستان بر درهٔ یانگ‌تسه در چین شد. چندی بعد مذاکرات برای رفع اختلاف مابین ژاپن و روسیه با شکست مواجه شد و سرانجام در فوریه سال ۱۹۰۴ ژاپن با آگاهی از برتری نظامی خود و اطمینان از بی‌طرفی قدرت‌های اروپایی به ویژه بریتانیا به ناوگان روسیه در پورت آرتور حمله کرد.

## حمله به پورت آرتور
پورت آرتور بندری استراتژیک در جنوب شرق آسیا بود که روس‌ها ظاهراً آن را از چین اجاره کرده بودند. روس‌ها با احداث یک پادگان بزرگ در پورت آرتور و ایجاد یک ناوگان جنگی عملاً پورت آرتور را به پایگاه استراتژیک خود برای اداره شرق آسیا، مبدل کرده بودند.
در ۱۰ فوریه ۱۹۰۴ دریاسالار توگو قهرمان ملی ژاپن، با حمله‌ای غافلگیرکننده دو نبردناو تزارویچ و رتویزان و ناو ۶۶۰۰ تنی پالادا روسی را در این بندر غرق کرد و ستون فقرات نیروی دریایی روسیه را در شرق آسیا در هم شکست. اکنون پورت آرتور کاملاً در محاصره بود. پادگان پورت آرتور نیرویی متجاوز از ۵۰ هزار نظامی را در خود جای داده بود و این نیرو پیروزی بر ژاپن را آسان می‌کرد.

## بزرگ‌ترین حرکت دریایی تاریخ
با حذف ناوگان دریایی روسیه در شرق چین، ژاپن حاکم بلامنازع منطقه دریایی مذکور شد و تنها راه خروج از بن‌بست برای روس‌ها، اعزام ناوگان عظیم دریای بالتیک بود. این ناوگان که قدرت استراتژیک روسیه محسوب می‌شد، مرکب از ۱۲۰ ناو عظیم زره پوش، ۹ رزمناو و ۱۲ اژدرافکن و ده‌ها کشتی تدارکاتی بود. اگرچه برای رسیدن این نیرو حداقل ۴ ماه زمان نیاز بود.

## تسلیم پادگان روسیه
نیروهای روسیه در تمام روزهای نوامبر و دسامبر ۱۹۰۴ با مهاجمان ژاپنی جنگیدند. نبردهای چندماه باعث مرگ ۸ هزار روس و زخمی شدن ۱۵ هزار نفر دیگر شد و این به معنای از بین رفتن نیمی از مدافعان بود. دوم ژانویه ۱۹۰۵ زمانی که فرمانده روس از رسیدن هرگونه کمکی قطع امید کرد تسلیم بی‌قید و شرط را پذیرفت.

## نبرد موکدن
نظامیان ژاپنی پس از تصرف پورت آرتور، در ۱۰ مارس ۱۹۰۵ به شهر موکدن در ایالت منچوری چین حمله کردند. نبرد سنگینی آغاز شد. ۱۴۲ هزار کشته حاصل این نبرد مرگبار بود. سرانجام، روس‌ها به رغم از دست دادن ۹۲ هزار سرباز خود مجبور به ترک این شهر مهم منچوری شدند. اکنون ژاپن در خشکی نیز به‌طور کامل روس‌ها را شکست داده بود. باقی‌ماندهٔ دفاع روس‌ها در جزیرهٔ ساخالین نیز درهم شکسته شد و در ۳۰ ژوئیه ۱۹۰۵ شهر الکستاندروسک تسلیم نیروهای ژاپن شد. ژاپن تنها یک گام دیگر تا فرمانروایی شرق آسیا فاصله داشت.

## نبرد تسوشیما
ناوگان عظیم روسیه در ۲۷ مه ۱۹۰۵ به آبهای کره رسید. دریاسالار زینوی پترویچ و کشتی‌هایش وارد تنگه تسوشیما شد. در دریای متلاطم آن روز دریاسالار توگو هیهاچیرو روس‌ها را برای همیشه از داشتن یک نیروی دریایی درجه اول محروم کرد. روس‌ها با ۱۲ زره پوش دریایی، ۱۶ رزمناو، ۶۵ اژدرافکن مواجه شدند. در نبردی که درگرفت دو طرف ۴۸ ساعت به روی یکدیگر شلیک کردند. درحالی که ژاپنی‌ها تنها یک کشتی کوچک و ۱۱۳ ملوان از دست دادند، روس‌ها ۵ هزار ملوان و ۲۰ فروند کشتی خود را نابود شده دیدند و ناگزیر به اسارت ۶ هزار ملوان و ۶ کشتی به ژاپنی‌ها تن دادند که این نتیجه به دلیل تفاوت زیاد با پیش‌بینی‌ها شگفت‌آور بود.

## صلح روسیه و ژاپن
۵ سپتامبر ۱۹۰۵ ژاپن و روسیه در اوهایو پیمان آتش‌بس و صلحی به نام پیمان پورتسموت (نیوهمشایر) امضاء کردند. پورت آرتور با نواحی اطرافش و نیمه جنوبی جزیرهٔ ساخالین به ژاپن واگذار شد و روسیه از ادعا در مورد کره و منچوری صرف نظر کرد. کره به تحت‌الحمایگی ژاپن درآمد و روسیه در دخالت در کره منع شد. ژاپن در منچوری که متعلق به چین بود باقی ماند. بدین ترتیب، ژاپن برای سه دهه مبدل به قدرت بی‌رقیب جنوب و شرق آسیا شد.
نتایج شکست روسیه از یک قدرت آسیایی چنان وخیم بود که در داخل این کشور موجب تشدید تضادها و انقلاب اجتماعی ۱۹۰۵–۱۹۰۶ شد. در عرصهٔ بین‌المللی هم این شکست ضعف روسیه را نمایان ساخت و از وزن سیاسی آن در قاره اروپا کاست. از سوی دیگر روسیه پس از این شکست خود را به فرانسه نزدیک کرد و تلاش کرد مشکلاتش را با بریتانیا در حوزهٔ مدیترانه حل کند که این خود از عوامل تشکیل تفاهم مثلث بود.

## جنگ روسیه و ژاپن در آثار ادبی و هنری
داستان فیلم رزمناو پوتمکین ساخته سرگئی آیزنشتاین از تاریخچه عملیات‌های رزمناو پوتمکین در جنگ ژاپن و روسیه الهام گرفته و به مشکلات نیروی دریایی ارتش روسیه در این جنگ اشاره دارد